# Gloxiniinae
Gloxiniinae, podtribus gesnerijevki, dio tribusa Gesnerieae. Podijeljen je na 21 rod a tipični je Gloxinia iz Južne i Srednje Amerike.

## Opis
Podtribus Gloxiniinae obuhvaća biljke i polugrmlje koje obično raste na kamenjarima ili galerijskim šumama. Većina vrsta u Gloxiniinae proizvodi ljuskaste rizome, koji služe i kao skladišni organi omogućujući biljci da preživi sušne sezone i kao mehanizmi koji omogućuju širenje biljaka u značajne kolonije.

## Rodovi
1. Gloxinia L’Hér. (5 spp.)
2. Gloxiniopsis Roalson & Boggan (1 sp.)
3. Seemannia Regel (4 spp.)
4. Monopyle Moritz ex Benth. & Hook. fil. (25 spp.)
5. Diastema Benth. (18 spp.)
6. Gloxinella (H. E. Moore) Roalson & Boggan (1 sp.)
7. Kohleria Regel (24 spp.)
8. Pearcea Regel (19 spp.)
9. Achimenes Pers. (26 spp.)
10. Eucodonia Hanst. (2 spp.)
11. Smithiantha Kuntze (6 spp.)
12. Nomopyle Roalson & Boggan (2 spp.)
13. Niphaea Lindl. (3 spp.)
14. Moussonia Regel (22 spp.)
15. Solenophora Benth. (15 spp.)
16. Amalophyllon Brandegee (14 spp.)
17. Phinaea Benth. (3 spp.)
18. Heppiella Regel (4 spp.)
19. Chautemsia A. O. Araujo & V. C. Souza (1 sp.)
20. Mandirola Decne. (3 spp.)
21. Goyazia Taub. (3 spp.)